# Jupiter (平原綾香單曲)
《Jupiter》，是日本女歌手平原綾香的出道單曲。2003年12月17日發行。是2004年度日本單曲銷量第3位，卻因為版權侵害問題備受爭議。

## 簡介
《Jupiter》是平原綾香的出道單曲。單曲CD中收錄的兩首歌《Jupiter》和《蘇州夜曲》都是翻唱歌曲。《Jupiter》寄調自英國作曲家古斯塔夫·霍爾斯特的管弦樂組曲作品《行星組曲》第四樂章《木星》，經過重新編曲和填詞。《蘇州夜曲》則是1940年李香蘭（山口淑子）的歌曲。
《Jupiter》一開始並沒有任何的商業搭配，發行首週也只是排行第19位；也從來沒有登上過Oricon單曲週榜冠軍，最高只有第2位。但卻顯現出長足的後勁，而且又被眾多電視劇片段、廣告作為背景音樂使用。如電視劇《3年B組金八先生》的其中一幕，新潟縣中越地震作為遇難者家屬的加油歌，2005年總選舉時民主黨的廣告歌。
至2004年年終，銷量已達67.5萬張，成為2004年度日本單曲銷量第3位。總銷量高達92.4萬張。2006年5月，出貨量突破100萬張，手機鈴聲片段下載量也突破160萬次。

## 版權侵害問題
歌曲發表之後，很快就被發現雖然作曲處標註是「G. Holst」，但是並未得到原作者或者其家屬的同意。霍爾斯特於1934年逝世，英國的《著作權法》規定作者死後70年為著作權保護年限，但是日本的《著作權法》規定保護年限為50年。2003年是霍爾斯特逝世69年，距離70年的年限只差1年，所以在英國的版權持有人才決定放棄追討，唱片才得以發售。

## 收錄曲目
1. Jupiter
作詞：吉元由美；作曲：古斯塔夫·霍爾斯特；編曲：坂本昌之
2. 蘇州夜曲
作詞：西條八十；作曲：服部良一；編曲：小林信吾

## 備註
1. ↑  此樂曲在後世常被填上歌詞成為歌曲，英語及日語版本均多於一個。